# پسک سفلی
پسک سفلی، روستایی است از توابع بخش مرکزی شهرستان خوی استان آذربایجان غربی ایران که در شمال غرب شهرستان خوی واقع شده‌است.
مردم این روستا به زبان ترکی آذربایجانی سخن می‌گویند. دین مردم این روستا اسلام و از لحاظ مذهب صد در صد مردم مسلمان
شیعه هستند.

## مناظر دیدنی روستا
۱ـ چشم‌انداز کوه اورین که در بعضی کتب جغرافیایی بزرگترین قله آذر بایجان غربی نامیده شده.
۲ـ قرار گرفتن در مسیر آبشار بدلان.
۳ـ باغ‌های سیب وگیلاس.
۴ـ رودخانه الند چای که از کنار این روستا می‌گذرد.
۵ـ مزارع آفتابگردان و کدو.

## جمعیت
این روستا در دهستان فیرورق قرار داشته و به عنوان مرکز دهستان طبق آخرین آمار ۱۳۸۸ حدود ۲۰۲۵ نفر جمعیت دارد.